# Печериця звичайна
Печериця звичайна, печериця степова (Agaricus campestris L. ex Fr. Psalliota campestris (L. ex Fr.) Quél.) — вид грибів із родини агарикових (Agaricaceae). Місцеві назви — стернівка, печірка.
Шапка 4-8 (12) см у діаметрі, товстоніжном'ясиста, куляста, згодом опукло- або плоскорозпростерта, біла, брудно-біла, іноді з легким рожевуватим або коричнюватим відтінком, гола або з малопомітними притиснутими лусочками, блискуча, шовковиста. Пластинки вільні, рожевуваті, брудно-рожеві, пізніше темно-коричневі. Спорова маса пурпурово-коричнева. Спори 7-9(10) × 5-6(7) мкм, гладенькі. Ніжка 3-6(8) × 0,8-2 см, щільна, кольору шапки, з тонким нестійким кільцем. М'якуш ніжний, білий, при розрізуванні рожевіє, з приємним смаком і запахом.
Зустрічається по всій Україні: на луках, полях, у цілинних степах, групами. Збирають у червні — жовтні. Дуже добрий їстівний гриб. Використовують вареним, смаженим; про запас сушать, засолюють, маринують. У печериці звичайної виявлено антибіотики з широким спектром дії.
Замість печериці звичайної часом помилково збирають печерицю рудіючу отруйну та смертельно отруйні мухомори — білий смердючий і бліду поганку.